# Opel Omega
Opel Omega — немецкий автомобиль бизнес-класса, выпускавшийся подразделением корпорации GM Opel с 1986 по 2003 год.
Opel Omega A, появившийся в 1986 году, пришёл на смену Opel Rekord. В исполнении «люкс» он носил название Opel Senator, который отличался бамперами, светотехникой, богатой комплектацией и отсутствием дизельных двигателей. Opel Rekord также имел брата-близнеца Senator A. Поэтому можно сказать, что в 1986 году появились Omega A и Senator B. Встречались комплектации с полностью электронной доской приборов, как в Opel Kadett GSi.
В 1994 году на конвейер встало второе поколение Opel Omega, у которого уже не было люксовой модификации. В 1999-м году произведен фейслифтинг. Omega B получила изменённый салон, бампера, светотехнику и новые комплектации. Гамма двигателей также была обновлена. В апреле 2004 года производство модели было прекращено без прямого преемника.

## Opel Omega A
Первое поколение стартовало в сентябре 1986 года. Оно заменило на конвейере Opel Rekord и имело две разновидности кузова — четырёхдверный седан и пятидверный универсал (Omega Caravan). Обтекаемый дизайн кузова Omega имел высокий показатель коэффициент лобового сопротивления, равный 0,28 (0,32 для универсала). Хорошая аэродинамика позволила сделать модель более экономичной. 
С самого начала производства модель пользовалась хорошим спросом: уже в конце 1986 года Omega получила почётный титул «Автомобиль года — 1987», опередив новые версии Audi 80 и BMW 7 серии. К слову, благодаря очень современному дизайну, модель получала и другие награды: «Good Design Award» за 1986, 1987, 1988 и 1989 годы в Японии, «Golden Snow Flake for Advanced Design (Франция), «Design в 1987» и «Выбор 1987» (Германия). 
Автомобили имели задний привод, большой выбор стандартного оборудования и относились к автомобилям бизнес-класса. 

### Силовые агрегаты
На автомобиль штатно устанавливались бензиновые карбюраторные двигатели объёмом 1796 см3 (1,8), инжекторные двигатели объёмом 1796 (1,8i), 1998 (2.0i), 2393 (2.4i), 2594 (2,6i), 2969 (3.0i) см3, а также дизельные атмосферные моторы объёмом 2260 см3 (2,3YD) и такие же турбированные (2,3YDT и 2,3DTR).
Для дилерских сетей Opel корпорацией GM была разработана электронная диагностическая система под названием «Tech 1», которая делала полную диагностику инжекторных двигателей Omega и ускоряла поиск программных ошибок.
Моторы агрегатировались с пятиступенчатой механической коробкой передач или четырёхступенчатым автоматом, имеющим зимний и спорт-режимы. Все тормоза — дисковые, с вакуумным усилителем. Передние диски на моделях с мотором от 2 литров — вентилируемые.

### Хронология выпуска
- 1987 модельный год — двигатели 1.8 все карбюраторные кроме E18NVR (88 л. с.), 1.8i — 115 л. с., двухлитровые 100, 115 и 122 л. с., трехлитровые 156 и 177 л. с., дизель 74 л. с.
- 1988 модельный год — все двигатели 1.8, двухлитровые 100, 115 и 122 л. с., трехлитровые 156 и 177 л. с., дизель 74 л. с. и турбодизель 90 л. с.
- 1989 модельный год — двигатели 1.8 (88, 90 и 115 л. с.), двухлитровые 100, 115 и 122 л. с., появились моторы 2.4i (125 л. с.) и 3.0 24v (204 л. с.), трехлитровый 177 л. с., дизель 74 л. с. и турбодизель 90 л. с.
- 1990 модельный год — двигатели 1.8 (88, 90 и 115 л. с.), двухлитровые 100, 115 и 122 л. с., мотор 2.4i (125 л. с.), трехлитровые 177, 200, 204 и 236 л. с., битурбированный двигатель для Omega 3.6i (377 л. с.), дизель 74 л. с. и турбодизель 90 л. с.

### Специальные версии
Omega Diamant — появившаяся летом 1988 года тюнингованная версия с литыми дисками, краской цвета металлик, тонированными стёклами, фирменной кассетной магнитолой «Blaupunkt SC 202», кожаной отделкой салона, решёткой радиатора и боковыми зеркалами в цвет кузова. Модификация Diamant пользовалась хорошим спросом, поэтому модификация была сохранена после рестайлинга, а аналогичная версия с тем же названием использовалась в последующем для Omega B.
Omega 3000 — спортивная версия, оснащавшаяся 12-клапанным двигателем V6 объёмом 3,0 литра, который выдавал 177 л.с. (130 кВт). Автомобиль развивал максимальную скорость 220 км/ч и разгонялся с 0 до 100 км/ч за 8,8 секунды. Двигатель с катализатором первоначально выдавал только 156 л.с. (115 кВт). Версии без катализатора перестали производиться в августе 1988 года.
В октябре 1989 года для версии 3000 стал доступен модернизированный 24-клапанный двигатель с двумя верхними распределительными валами и регулируемый заслонкой оптимальную длину впускного коллектора (система Opel Dual Ram). Новый двигатель также имел более совершенный блок управления двигателем. Мощность возросла до 204 л.с. (150 кВт), что увеличило максимальную скорость автомобиля до 240 км/ч, а время разгона до 100 км/ч сократилось до 7,6 секунды.
Другими особенностями версии 3000 был более низкий дорожный просвет и дифференциал ограниченного проскальзывания, а также спортивный обвес и задний спойлер. В странах, где Omega 3000 продавалась под маркой Vauxhall, её именовали Carlton GSi 3000.
Omega Evolution 500 — мелкосерийная (выпущено 500 штук) спортивная версия, разработанная совместно со специалистами компании «Irmscher» для участия в DTM. Трёхлитровый двигатель был форсирован с 204 до 230 л.с., получив облегчённый кривошипно-шатунный механизм (коленвал, поршни, шатуны), увеличенную степень сжатия и доработанный впускной коллектор. На кузов, доступный только в чёрном цвете, устанавливались спортивные бамперы и обвесы со спойлером. В 1991 году начались продажи Evolution 500 на немецком рынке.
- Opel Omega 3000
- Opel Omega Evolution 500

Lotus Omega
Появившийся в 1989 году Lotus был создан Opel в сотрудничестве с Lotus. Стандартный 3,0-литровом 24-клапанном двигателе Opel был передан в Lotus для модификации. Инженеры Lotus увеличили объём двигателя до 3,6 литра, установив дополнительно два турбонагнетателя Garrett T25 с отдельными интеркулерами. Систему впрыска топлива и катушки зажигания позаимствовали у Lotus Esprit. В итоге двигатель стал выдавать 377 л.с. и 574 Нм крутящего момента, что позволило сделать Lotus Omega одним из самых быстрых седанов в мире. В паре с двигателем работала 6-ступенчатая механическая коробка ZF от Corvette ZR-1.

### Цены
| Модель                 | Двигатель  | Мощность  | Максимальная скорость | Разгон до 100 км/ч | Расход топлива | Трансмиссия | Цена      |
| ---------------------- | ---------- | --------- | --------------------- | ------------------ | -------------- | ----------- | --------- |
| Opel Omega GL 1.8S     | 1,796 см³. | 90 л. с.  | 183 км/ч              | 14 с.              | 7.1 — 9,8 л.   | 5МКПП       | 26,845 DM |
| Opel Omega GL 2.0i     | 1,998 см³. | 115 л. с. | 195 км/ч              | 11,5 с.            | 9,7 л.         | 5МКПП       | 29,511 DM |
| Opel Omega GLS 2.0i    | 1,998 см³. | 115 л. с. | 195 км/ч              | 11,5 с.            | 9,7 л.         | 5МКПП       | 31,331 DM |
| Omega Caravan GL 2.3TD | 2,260 см³. | 100 л. с. | 180 км/ч              | 14 с.              | 7,9 л.         | 5МКПП       | 32,045 DM |
| Opel Omega 3000        | 2,969 см³. | 177 л. с. | 227 км/ч              | 8,8 с.             | 7.9 — 15,6 л.  | 5МКПП       | 48,050 DM |

| Модель              | Двигатель  | Мощность  | Максимальная скорость | Разгон до 100 км/ч | Расход топлива | Трансмиссия | Цена      |
| ------------------- | ---------- | --------- | --------------------- | ------------------ | -------------- | ----------- | --------- |
| Opel Omega GL 2.0i  | 1,998 см³. | 115 л. с. | 195 км/ч              | 11,5 с.            | 9,7 л.         | 5МКПП       | 35,890 DM |
| Opel Omega GL 2.3D  | 2,260 см³. | 73 л. с.  | 163 км/ч              | 19 с.              | 7,4 л.         | 5МКПП       | 36,400 DM |
| Opel Omega GL 2.3TD | 2,260 см³. | 100 л. с. | 180 км/ч              | 14 с.              | 7,9 л.         | 5МКПП       | 39,480 DM |
| Opel Omega GL 2.6i  | 2,593 см³. | 150 л. с. | 215 км/ч              | 9,8 с.             | 11,5 л.        | 5МКПП       | 40,940 DM |
| Opel Omega 3000 24v | 2,969 см³. | 204 л. с. | 240 км/ч              | 7,6 с.             | 7.6 — 14,3 л.  | 5МКПП       | 57,325 DM |

## Opel Omega B
Премьера обновлённого Opel Omega B состоялась 29 апреля 1994 года. Новое поколение Omega получило современный экстерьер, хотя сердцевина кузова осталась прежней. Был полностью обновлён интерьер, аэродинамика и оснащение автомобиля. Округлые формы кузова Omega B напоминали концепт-кар Cadillac Aurora, показанный на Чикагском автосалоне в 1990 году.
Несмотря на глубокую модернизацию кузова и салона, конструкция Omega B была весьма консервативной. Так, модель имела задний привод, сзади стояли диагональные рычаги, (с отдельным поперечным рычагом схождения), а вместо рулевой рейки по-прежнему применялся рулевой редуктор.
Был значительно расширен список максимальной комплектации: появился двухзонный климат-контроль, автокорректор фар, штатный ксеноновый свет, задняя солнцезащитная шторка, музыкальная система 4+1 с СD-проигрывателем, кожаный салон. Максимальная комплектация Оpel Omega B маркировалась как MV6 и шла с двигателем V6 объёмом 3.0 л. или турбодизелем объёмом 2.5 л.
С лета 1996 года для Omega в качестве дополнительного оборудования предлагались регулируемая по высоте рулевая колонка, CD-проигрыватель и полноценный мультифункциональный руль. Боковые (шторки) подушки безопасности и преднатяжители ремней безопасности стали стандартным оборудованием. Центральная консоль получила шпонированные вставки под дерево, а также появилась система динамического контроля тяги (DSC).
В 1999 году Omega B была подвергнута рестайлингу. По части внешнего вида была изменена форма багажника и задних фонарей (они стали более современными), а также капота и переднего обвеса (решётка радиатора, например, теперь стала неотъемлемой частью капота). Также кузовные детали стали дополнительно обрабатывать в заводских условиях (цинковать), за счёт чего повысилась коррозионная стойкость кузова и его деталей. Основные же изменения претерпела линейка двигателей и интерьер.
Двигатели немного «расточили» (увеличили рабочий объём) и избавили от «детских» проблем, присущих предыдущим моделям двигателей Ecotec (например, модуль зажигания и свечные провода на V6 были заменены на двухкомпонентные модули, которые контактировали непосредственно со свечами зажигания). Дизельные двигатели последних годов выпуска оснащались системой Common Rail. При этом, в связи с тем, что у Opel не было подходящего дизеля объёмом 2,5 литра, эти двигатели закупали у BMW.
Интерьер, так же как и экстерьер, был осовременен — более рубленные линии, чуть больше пластика, кнопок и индикаторов. Бортовой компьютер можно было заказать в цветном исполнении с навигацией. В максимальную комплектацию стали входить датчики света и дождя.

### Двигатели
Линейка двигателей начиналась с четырёхцилиндровых моторов 2,0 л. (8 клап.). Немного более мощные 16-клапанные моторы (136 л.с.) оставались самым популярным агрегатом для модели до рестайлинга, пока их не сменили на аналогичный двигатель объёмом 2,2 литра, соответствующим более высокому экологическому классу Евро-4, и более высокой мощностью в 147 л. с.
Также на Omega B устанавливались V-образные шестицилиндровые двигатели, в то время как на Omega A устанавливались рядные шестицилиндровые ДВС. До 2000 года устанавливали варианты объёмом 2,5 и 3,0 литра, а после 2000 года их рабочий объём был увеличен до 2,6 и 3,2 литра соответственно.
| Модификация                                                              | Начало выпуска | Окончание выпуска | мощность (л. с.) | Максимальная скорость (км/ч) | Время разгона (0-100 км/ч) (c) | двигатель |
| ------------------------------------------------------------------------ | -------------- | ----------------- | ---------------- | ---------------------------- | ------------------------------ | --------- |
| 2.0 DTI 16V                                                              | 1997           | 2000              | 101              | 186                          | 15                             | X20DTH    |
| 2.0 i                                                                    | 1994           | 1999              | 116              | 195(188)                     | 13(14)                         | X20SE     |
| 2.0 i 16V                                                                | 1994           | 1999              | 136              | 210(195)                     | 11(13)                         | X20XEV    |
| 2.2 DTI 16V                                                              | 2000           | 2004              | 120              | 200                          | 12.5                           | Y22DTH    |
| 2.2 i 16V                                                                | 2000           | 2000              | 144              | 210(206)                     | 10.5(11.5)                     | Y22XE     |
| 2.2 i 16V                                                                | 2001           | 2003              | 144              | 202(198)                     | 11(12.5)                       | Z22XE     |
| 2.5 i V6                                                                 | 1994           | 2000              | 170              | 228(223)                     | 9.5(10.5)                      | X25XE     |
| 2.5 TD                                                                   | 1994           | 2000              | 131              | 200(195)                     | 12(12.5)                       | X25DT     |
| 2.5 DTI                                                                  | 2001           | 2003              | 150              | 208(206)                     | 10.5(11)                       | Y25DT     |
| 2.6 V6                                                                   | 2000           | 2004              | 180              | 229(224)                     | 9.5(10.5)                      | Y26SE     |
| 3.0 i V6                                                                 | 1994           | 2000              | 211              | 243(238)                     | 8.5(9.8)                       | X30XE     |
| 3.2 V6                                                                   | 2000           | 2004              | 218              | (240)                        | (9)                            | Y32SE     |
| 5.7 V8                                                                   | 2000           | 2001              | 315              | (250)                        | (7)                            | Y57XE     |
| В скобках указаны значения для машин с автоматическими коробками передач |                |                   |                  |                              |                                |           |

| Модификация                                                              | Начало выпуска | Окончание выпуска | мощность (л. с.) | Максимальная скорость (км/ч) | Время разгона (0-100 км/ч) (c) | двигатель |
| ------------------------------------------------------------------------ | -------------- | ----------------- | ---------------- | ---------------------------- | ------------------------------ | --------- |
| 2.0 DTI 16V                                                              | 1997           | 2000              | 101              | 180                          | 16                             | X20DTH    |
| 2.0 i                                                                    | 1994           | 1999              | 116              | 187(177)                     | 14(15)                         | X20SE     |
| 2.0 i 16V                                                                | 1994           | 1999              | 136              | 202(187)                     | 11.5(14)                       | X20XEV    |
| 2.2 DTI 16V                                                              | 2000           | 2004              | 120              | 195                          | 13                             | Y22DTH    |
| 2.2 i                                                                    | 2000           | 2000              | 144              | 210(206)                     | 10.5(11.5)                     | Y22XE     |
| 2.2 i                                                                    | 2001           | 2003              | 144              | 202(198)                     | 11(12.5)                       | Z22XE     |
| 2.5 i V6                                                                 | 1994           | 2000              | 170              | 220(212)                     | 10(11)                         | X25XE     |
| 2.5 TD                                                                   | 1994           | 2000              | 131              | 195(190)                     | 13(13.5)                       | X25DT     |
| 2.5 DTI                                                                  | 2001           | 2003              | 150              | 200(200)                     | 11(11.5)                       | Y25DT     |
| 2.6 V6                                                                   | 2002           | 2004              | 180              | 221                          | 10.0                           | Y26XE     |
| 3.0 i V6                                                                 | 1994           | 2000              | 211              | 235(230)                     | 9(10.3)                        | X30XE     |
| 3.2 V6                                                                   | 2002           | 2004              | 218              | (232)                        | (9.5)                          | Y32XE     |
| 5.7 V8                                                                   | 2000           | 2000              | 315              | (250)                        | (7)                            | Y57XE     |
| В скобках указаны значения для машин с автоматическими коробками передач |                |                   |                  |                              |                                |           |

Кроме того, в 2000 году планировали представить новый мотор Y57XE от Chevrolet Corvette: 16-клапанный V-образный 8-цилиндровый мотор с 4-ступенчатой автоматической коробкой передач, получившая индекс AR60. Версия с этим двигателем позиционировалась в качестве конкурента BMW E39, Audi A6 и Mercedes-Benz E-класса за счёт существенно более низкой цены. Были даже напечатаны брошюры, но за несколько недель до постановки на конвейер руководство Opel отказалось от этого мотора, мотивируя это слабой системой охлаждения, которая не могла бы обеспечить этому двигателю надёжную работу в условиях высокоскоростных немецких автобанов. В действительности истинная причина отмены заключалась в нежелании руководства GM Europe создавать конкурента продвигаемому на европейском рынке Cadillac, вкупе с сомнениями насчёт способности новой Omega V8 поднять уровень продаж.
| год  | количество |
| ---- | ---------- |
| 1994 | 130596     |
| 1995 | 124936     |
| 1996 | 103629     |
| 1997 | 114000     |
| 1998 | 100694     |
| 1999 | 80536      |
| 2000 | 69965      |
| 2001 | 40426      |
| 2002 | 31743      |
| 2003 | 486        |

Последним автомобилем семейства был Opel Omega с двигателем Y32SE (3.2 v6) серебристого цвета. Это событие состоялось 26 июня 2003 года около 12 часов дня, после чего конвейер был остановлен. Всего выпущено 797 011 автомобилей.

### Цены
| Модель             | Мощность, л. с. | Цена, DM |
| ------------------ | --------------- | -------- |
| Opel Omega 2.0     | 116             | 42060    |
| Opel Omega 2.0 16V | 136             | 43285    |
| Opel Omega 2.5 V6  | 170             | 48730    |
| Opel Omega MV6     | 211             | 71145    |
| Opel Omega 2.5 TD  | 131             | 48480    |

Доплата за кузов Caravan — 1485 DM (для модификации MV6 — 2055 DM)

### Безопасность
| Euro NCAP                                             | Euro NCAP | Euro NCAP | Euro NCAP |
| ----------------------------------------------------- | --------- | --------- | --------- |
| Рейтинги                                              | Пассажир  |           | 22        |
| Рейтинги                                              | Пешеход   |           | 16        |
| Протестированная модель: Opel Omega 2.0 GL/GLS (1998) |           |           |           |

### Cadillac Catera
Cadillac Catera — бэдж-инжиниринговая версия Opel Omega B для американского рынка, представленная под люксовым брендом GM Cadillac осенью 1996 года со стартовой ценой 29.995 $ .
Для максимального удешевления затрат на разработку Cadillac Catera, корпорация GM взяла уже выпускавшийся Opel Omega B, изменив радиаторную решётку и оформление задней части. На Catera устанавливался исключительно 3,0 л. V-образным шестицилиндровым двигатель L81 (X30XE по классификации Opel) и четырёхступенчатую автоматическую коробку передач (модель GM 4L30e). Catera производился на том же заводе в Рюссельсхайме, что и Omega B, и экспортировался в США из Германии.
Cadillac Catera имел достаточно большое количество дополнительных опций: уже в базе присутствовала ABS, TCS, двухзонный климат-контроль, бесключевой доступ, ковшеобразные передние сиденья и фронтальные подушки безопасности. В качестве дополнительного оборудования покупателям предлагались кожаный салон, подогрев сидений, аудиосистема Bose Premium с CD-проигрывателем, люк с электроприводом и т.д. (подобное оснащение для автомобилей Cadillac (и не только) в 1990-х годах уже было вполне обычным явлением).
С помощью Cadillac Catera корпорация GM намеревалась занять нишу в сегменте таких автомобилей как Toyota Camry XV20, BMW 5 серии, Mercedes-Benz E-класса и Acura TL, однако достаточно высокая цена и внешний вид, который был явно не в стилистике Cadillac, обеспечили низкий спрос на модель, который с каждым годом снижался.
В 2000 году для поддержания спроса автомобиль претерпел небольшой рестайлинг, помимо косметических изменений интерьера и экстерьера, были добавлены боковые подушки безопасности, дополнительные HID-фары и изменены настройки подвески (увеличена жёсткость). Тогда же стала доступна в комплектации Sport ( за доплату в 2000 $), который включал в себя спойлер на крышке багажника, более жёсткую подвеску, спортивные передние кресла и 17-дюймовые легкосплавные диски.
В автомобиль стал нерентабелен в производстве (в 2001 году было продано менее 10 тыс. машин) и GM приняла решение окончательно снять Cadillac Catera с производства. За пять лет продаж в США удалось продать всего около 95 тыс. машин.

## Продажи
| Рынок                             | 1986   | 1987   | 1988   | 1989   | 1990   | 1991   | 1992   | 1993   | 1994          | 1995   | 1996   | 1997   | 1998   | 1999   | 2000   | 2001   | 2002   | 2003  | 2004 |
| --------------------------------- | ------ | ------ | ------ | ------ | ------ | ------ | ------ | ------ | ------------- | ------ | ------ | ------ | ------ | ------ | ------ | ------ | ------ | ----- | ---- |
| Германия                          | 11,698 | 88,422 | 71,405 | 64,347 | 68,959 | 75,184 | 66,315 | 43,305 | 69,172*       | 72,547 | 51,192 | 44,492 | 40,521 | 28,272 | 24,579 | 18,672 | 12,597 | 7,362 |      |
| Швеция                            | н/д    | 7,620  | 5,809  | 3,817  | 3,012  | н/д    | н/д    | н/д    | 1,514         | 2,069  | н/д    | н/д    | н/д    | н/д    | н/д    | н/д    | н/д    | н/д   | н/д  |
| Франция                           | 593    | 4,344  | 4,508  | 4,795  | 3,308  | 2,665  | 1,822  | 918    | 2,942*        | 3,837  | 3,256  | 2,618  | 2,453  | н/д    | н/д    | н/д    | н/д    | н/д   | н/д  |
| Нидерланды                        | 357    | 12,038 | 8,826  | 7,686  | 7,778  | 6,323  | 4,701  | 2,634  | 4,587*        | 4,922  | 4,328  | 2,977  | 3,300  | 2,709  | 2,447  | 1,653  | 1,320  | 674   | 74   |
| Великобритания (Vauxhall Carlton) | н/д    | н/д    | н/д    | 26,416 | 20,540 | 14,498 | 14,295 | 11,547 | 2,183/13.276* | 16,579 | н/д    | н/д    | н/д    | н/д    | н/д    | н/д    | н/д    | н/д   | н/д  |

- Звёздочкой (*) помечены совместные продажи Opel Omega A (выпуска 1993 года) и Opel Omega B.

## Награды
- 1987 — европейский автомобиль года, 1 место[16]
- 1995 — европейский автомобиль года, 3 место[17]